# Percy Oliver
Percival "Percy" Cole Oliver (Perth, 1 april 1919 – 9 juli 2011) was een Australisch zwemmer. In totaal won hij 13 Australische titels in de vrije slag en de rugslag.
Op 17-jarige leeftijd nam hij deel aan de Olympische Zomerspelen van 1936. Hij zou hier uiteindelijk zevende eindigen bij de 100m rugslag. Twee jaar later nam hij deel aan de Gemenebestspelen van 1938. Hier won hij goud bij de rugslag en brons bij de 3 x 100m wisselslag.
Oliver overleed op 92-jarige leeftijd.